# Ainet
Ainet település Ausztriában, Tirolban a Lienzi járásban található. Területe 40,43 km², lakosainak száma 910 fő, népsűrűsége pedig 23 fő/km² (2014. január 1-jén). A település 747 méteres tengerszint feletti magasságban helyezkedik el.

## Fordítás
- Ez a szócikk részben vagy egészben  az   Ainet című angol Wikipédia-szócikk ezen változatának fordításán alapul.  Az eredeti cikk szerkesztőit annak laptörténete sorolja fel. Ez a jelzés csupán a megfogalmazás eredetét és a szerzői jogokat jelzi, nem szolgál a cikkben szereplő információk forrásmegjelöléseként.